# Iago Herrerín
Iago Herrerín Buisán (Bilbau, 25 de janeiro de 1988) é um futebolista profissional espanhol, que atua como goleiro. Atualmente está no AEK Larnaca.

## Títulos
Athletic Bilbao
- Supercopa da Espanha: 2015, 2020-21[1]